# Gończy włoski
Gończy włoski – rasa psa, należąca do grupy psów gończych i posokowców, zaklasyfikowana do sekcji psów gończych. Typ wyżłowaty. Podlega próbom pracy.
Istnieją dwie odmiany tej rasy, różniące się tylko rodzajem szaty, o odmiennych numerach wzorców FCI:
- gończy włoski krótkowłosy, wzorzec 337,
- gończy włoski szorstkowłosy, Segugio italiano a pelo forte, wzorzec 198.

## Rys historyczny
Rasa powstała w II wieku. Jej przodkami były wczesne charty, najprawdopodobniej przywiezione do Włoch przez Fenicjan, i europejskie psy gończe. Dużą popularnością cieszyła się w okresie renesansu.

## Wygląd
Mocna budowa. Pysk zwężający się i z profilu opadający w kierunku nosa. Uszy są pofałdowane, nisko osadzone i długie. Czarne brzegi warg. Ogon ma kształt sierpa.

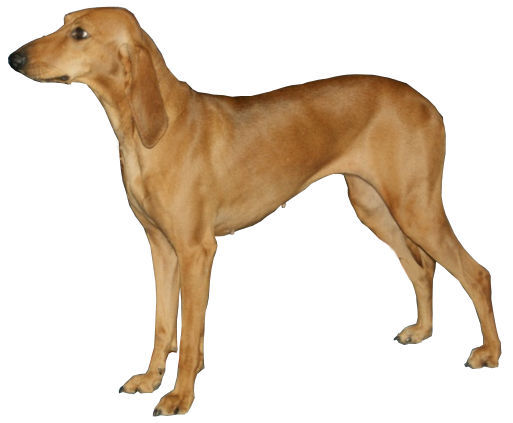
Typ krótkowłosy

U odmiany krótkowłosej sierść jest bardzo krótka, gęsta i lśniąca.
Umaszczenie jest czarne podpalane lub złote.

## Zachowanie i charakter
Aktywny i uległy.

## Użytkowość
Pies wykorzystywany do polowań.